# Вольфганг Шварц
Вольфганг Шварц  (нім. Wolfgang Schwarz, 14 вересня 1947) — австрійський фігурист, олімпійський чемпіон.

## Виступи на Олімпіадах
| Олімпіада     | Дисципліна       | Місце |
| ------------- | ---------------- | ----- |
| Інсбрук 1964  | одиночний розряд | 15    |
| Гренобль 1968 | одиночний розряд | 1     |

## Кримінал
У 2002 році Шварца було звинувачено у торгівлі людьми після того як він переправив п'ять російських та литовських жінок до Австрії для роботи повіями. В 2006 його було звинувачено і засуджено до восьми років ув'язнення за планування викрадення румунської дівчини-підлітка.